# 埃爾坦博 (考卡省)

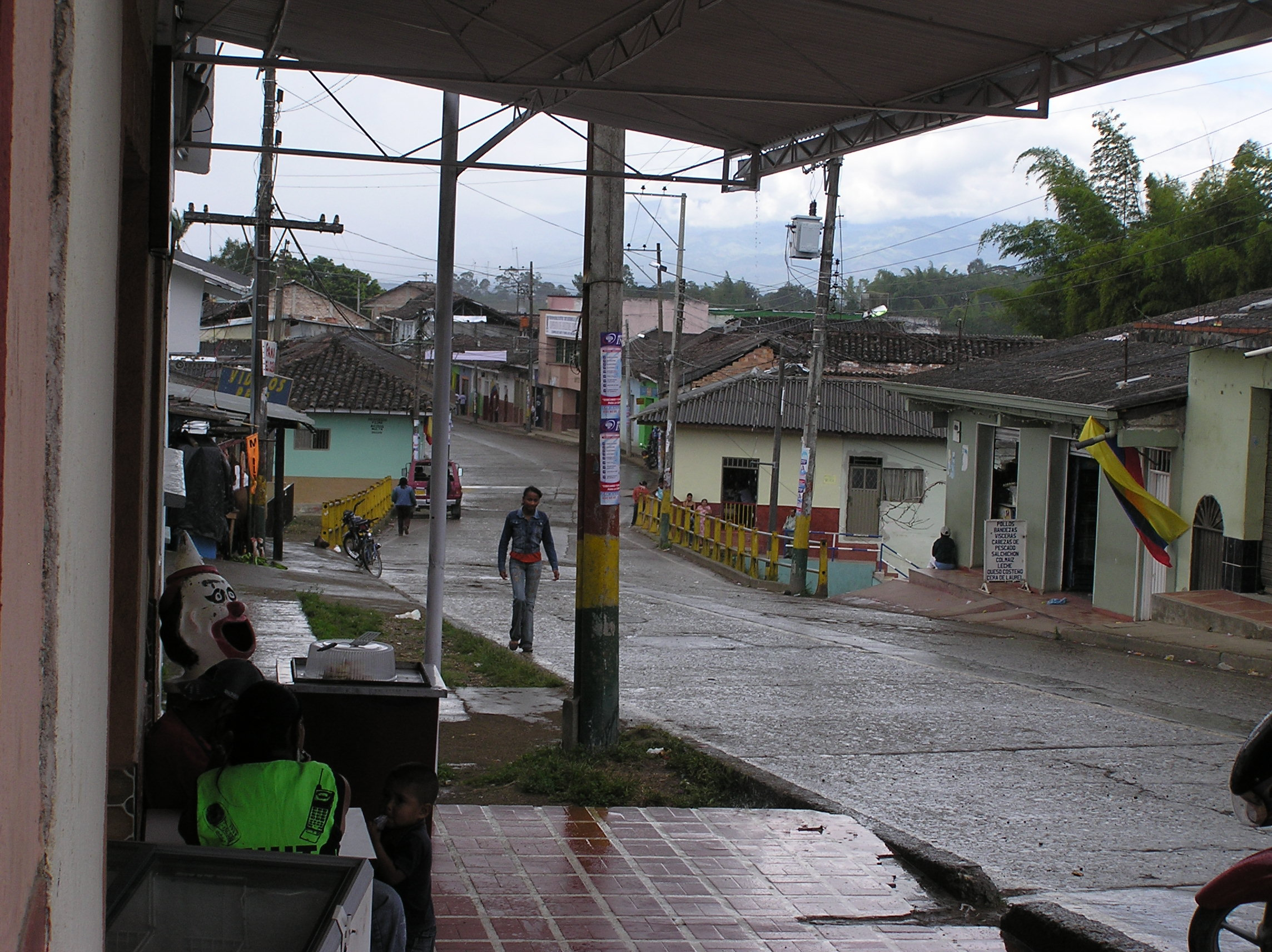

埃爾坦博是哥倫比亞的城鎮，位於該國西部，由考卡省負責管轄，距離首府波帕揚33公里，始建於1641年9月15日，面積3,280平方公里，海拔高度1,750米，2005年人口34,258。
2°27′15″N 76°49′04″W / 2.45417°N 76.8178°W